# Lei do contágio
A lei do contágio é uma crença popular supersticiosa que sugere que, uma vez que duas pessoas ou objetos tenham estado em contato, um vínculo mágico persiste entre eles, até que uma limpeza formal, consagração, exorcismo ou outro ato de banimento quebre o vínculo imaterial. A primeira descrição dessa lei apareceu em The Golden Bough, do antropólogo James George Frazer. Bonewits e Bonewits reivindicaram paralelos na física quântica. 

## Crença inconsciente na lei do contágio
Mesmo entre pessoas que não professam a crença em magia, experimentos psicológicos mostraram relutância por parte do público em, por exemplo, experimentar um suéter usado por um assassino. 

## Referenciado
1. ↑  Bonewits, Phaedra; Bonewits, Isaac (2007). Real Energy: Systems, Spirits, and Substances to Heal, Change, and Grow. Franklin Lakes: New Page Books. ISBN 1564149048
2. ↑  «APA PsycNet». psycnet.apa.org (em inglês). Consultado em 12 de abril de 2023